# Irmgard Egert
Irmgard Egert (ur. 26 kwietnia 1932 w Mainz-Kostheim, wówczas dzielnicy Moguncji, a obecnie Wiesbaden) – niemiecka lekkoatletka, sprinterka, wicemistrzyni Europy z 1954. W czasie swojej kariery reprezentowała Republikę Federalną Niemiec.
Zdobyła srebrny medal w sztafecie 4 × 100 metrów na mistrzostwach Europy w 1954 w Bernie. Sztafeta RFN biegła w składzie: Egert, Charlotte Böhmer, Irene Brütting i Maria Sander. Egert wystąpiła również w indywidualnym biegu na 100 metrów, w którym odpadła w półfinale.
Była mistrzynią RFN w sztafecie 4 × 100 metrów w 1953 i 1955. W biegu na 100 metrów była 
srebrną medalistką mistrzostw RFN w 1954 i brązową medalistką w 1953, a w biegu na 200 metrów brązową medalistką w 1953. W hali była halową mistrzynią RFN w 1954 i brązową medalistką w 1956 w biegu na 60 metrów
 oraz mistrzynią w sztafecie 4 × 1 okrążenie w latach 1954–1956.